# میشا لاتوهیهین
میشا لاتوهیهین (انگلیسی: Misha Latuhihin؛ زادهٔ ۲۶ دسامبر ۱۹۷۰) بازیکن والیبال اهل هلند بود.